# Open SLAED
Open SLAED — система управления содержимым CMS (Content Management System), написанная на языке PHP и работающая с базой данных MySQL (а также с другими базами данных). Open SLAED является свободным программным обеспечением, защищённым лицензией GPL.

## Базовые принципы
Open SLAED строилась на следующих базовых принципах:
- Работа с системой осуществляется удаленно с помощью глобальной сети и веб-браузера. Установка дополнительных программных средств на компьютер пользователя не требуется.
- Система использует динамическую модель данных. Все информационное наполнение сайта хранится в базе данных. Каждое конкретное представление этой информации строится «на лету» в соответствии с запросом пользователя и настройками системы (это справедливо для ситуации работы пользователя с системой и запросов к сайту обычных посетителей в случае, когда неприменимы принципы кэширования информации).
- Процедуры разработки дизайна сайта и его информационного наполнения независимые процессы. Основным полем деятельности пользователя системы является содержательная часть информации, размещенной на сайте.

Модульное наращивание позволяет инсталлировать на сайт разного рода модули, при помощи которых можно дополнить стандартный пакет Open SLAED.

## Задачи, решаемые системой
В рамках работы над представлением в сети Интернет сайта, построенного на базе Open SLAED, решаются следующие задачи:
- Управление сайтом с любого компьютера, подключенного к сети Интернет, с учётом требований безопасности.
- Независимая работа с дизайном и информационным наполнением сайта.
- Организация эффективных способов публикации информации с использованием разграничения прав доступа к информации пользователей системы.
- Размещение любых типов информации: текстов, иллюстраций, таблиц, графиков.
- Представление информации в системе в том же виде, в каком она будет представлена на интернет-сайте.
- Целостность и сохранность информации.

Open SLAED, в первую очередь подойдет для новостных сайтов.

## Автор и история проекта
Автором Open SLAED является Эдуард Лаас, который и по сей день руководит проектом.

История системы начиналась в 2003—2004 годах, при развитии своих проектов часто будущий автор Open SLAED сталкивался с проблемой высокой нагрузки на сервер при большой посещаемости. Проблемы с PHP-Nuke и многими её клонами начинались примерно при 500 уникальных посетителях в сутки. Система производила большую нагрузку на сервер. Автор был вынужден сменить большое количество хостеров, у всех было одно и то же: некоторые блокировали, предупреждали или просто просили уйти. Приходилось использовать свои скрипты на не больших проекта, на крупных проектах автор Open SLAED решил взяться за оптимизацию и модернизацию. Для этого были взяты лучшие разработки клонов PHP-Nuke, авторы которых и обеспечили жизнеспособность очередного клона популярной системы.
Изначально работа велась в плане сокращения нагрузки на базу данных, а именно соединений, количество которых являлось основной причиной нагрузки на сервер. Постепенно вносились и другие, более углублённые модификации как функционала так общего вида. Была произведена масса изменений в ядре системы, а также во всех скриптах, модулях, блоках. В конечном итоге было создано новое ядро системы значительным образом отличающееся от прародителя высокой производительностью, функциональностью и безопасностью. Система работала, тестировалась, оптимизировалась и видоизменялась. В определённый момент, у авторов возникло желание поделиться ей с обществом. Так в начале 2005 года появилась первая версия системы SLAED. В 2006 году у системы SLAED появилось две ветки: платная и бесплатная. В настоящее время актуальной версией платной ветки является SLAED CMS 6.0 . Актуальная версия бесплатной ветки — Open SLAED 1.3/1.

### Системные требования
Для системы Open SLAED требуется компьютер (сервер) с базой данных (больше всего совместимость системы тестировать с СУБД MySQL), установленные и запущенные веб-сервер Apache и PHP. Все эти программы бесплатно доступны в Интернете.
- Linux
- Apache Web Server
- PHP
- MySQL

Обратите внимание, что это так называемые «стандартные требования», при которых гарантируется корректная работа данной системы. Open SLAED может работать и на других операционных системах (Windows, FreeBSD, OS/2, MacOS) и с другими типами баз данных (MS Access, MS SQL, MSSQL-ODBC, Oracle, PostgreSQL, SQLite).

### Конфигурация сервера
Оптимальной конфигурацией сервера в плане функционала, безопасности и стабильной работы системы является:
- PHP: 5.* или выше;
- PHP GD: 2.* или выше;
- MySQL: 5.* или выше;
- Post size: 8 MB или выше;
- Upload file size: 2 MB или выше;
- Memory limit: 32 MB или выше;
- Execution time: 30 сек. или выше;
- Mod Rewrite: On;
- GZip compression: On;
- BZip2 compression: On;
- Register globals: Off;
- Safe mode: On;
- Magic quotes gpc: On.

### Права доступа к папкам и файлам
После установки системы необходимо установить следующие права доступа к папкам и файлам:
- 666 — на все файлы в папках config/, config/cache/, config/counter/, config/logs/ (кроме файлов .htaccess и index.html);
- 777 — на папки config/cache/, config/counter/, config/logs/, а также на папку uploads/ со всеми вложенными в неё папками.

## Поддержка языков
Open SLAED по умолчанию поддерживает три языковых версии сайта: русский, английский, немецкий, польский, украинский. При необходимости можно расширить список языковых версий.

## Блоки и баннеры системы
Система содержит возможность улучшения навигации и интерфейса сайта за счет управления блоками и баннерами. В таблице приведен список блоков и баннеров, которые содержит система после установки. При необходимости можно расширить список блоков и баннеров.
| №  | Название блока (файла)                   | Назначение |
| -- | ---------------------------------------- | --- |
| 1  | Modules (block-modules.php)              | Отображает список модулей, доступных для посетителя сайта (содержание), а также список неактивных модулей, их видит только администратор. |
| 2  | Admin                                    | Отображает блок Admin, предназначенный для перехода к Online Editor и созданию резервной копии баз данных.                                |
| 3  | languages (block-languages.php)          | Отображает языковую панель. |
| 4  | User Box                                 | Отображает содержание собственного меню, которое создал пользователь в настройках своего профиля.                                         |
| 5  | User Info (block-user_info.php)          | Отвечает за отображение текущей информации о пользователей, а также формы авторизации.                                                    |
| 6  | Banners                                  | Отображает баннеры(по умолчанию нижние).                                                                                                  |
| 7  | Sape                                     | Отображает информацию партнерской программы SAPE                                                                                          |
| 8  | Partners                                 | Отображает блок партнеров. |
| 9  | SLAED CMS (block-banner_random.php)      | Отображает случайным образом баннер. |
| 10 | Internet radio (block-radio_flash.php)   | Отображает блок, в котором выводится on-line радио плеер.                                                                                 |
| 11 | Meta keywords (block-keywords_flash.php) | Отображает в формате flash ключевые слова сайта.                                                                                          |
| 12 | block-voting_random.php                  | Выводит случайным образом опрос. |
| 13 | block-voting.php                         | Выводит определенный опрос. |
| 14 | block-static.php                         | Отображает баннеры со статистикой посещаемости сайта.                                                                                     |
| 15 | block-search.php                         | Отображает форму поиска по сайту. |
| 16 | block-login.php                          | Отображает форму «Логин/пароль». |
| 17 | block-keywords_search.php                | Отображает список ключевых слов сайта, каждое из которых — ссылка на результаты поиска данного слова на страницах сайта.                  |
| 18 | block-keywords.php                       | Отображает ключевые слова сайта в виде текста.                                                                                            |
| 19 | block-ipb_center_forum.php               | Отображает информацию из форума сайта в случае, если форум установлен.                                                                    |
| 20 | block-files.php                          | Отображает ссылки на документы модуля «Каталог файлов».                                                                                   |

## Модули Open SLAED
Open SLAED содержит следующие основные стандартные модули:
- Обратная связь
- Содержание
- Новости
- Файлы
- Опросы
- RSS-каналы
- Поиск
- Рекомендовать сайт

## Темы оформления
Для изменения дизайна сайта можно использовать темы.

Тема — это набор файлов отвечающих за внешний вид страниц сайта. В тему входят: файл таблиц стилей CSS (Cascading Style Sheets), задающий цвет, фон, размер шрифта и т. п. для ключевых элементов страницы, файл шаблона основных элементов страницы, а также графические файлы. Для смены дизайна сайта нужно изменить графическую тему в панели администрирования на новую. В Open SLAED темы хранятся в каталоге «templates».

## Интеграция с форумами
Система поддерживает интеграцию со следующими форумами:
- phpBB 3.0.x (2.0.x)
- Invision Power Board 1.3.1 (2.0.x, 2.1.x, 2.2.x, 2.3.x)
- vBulletin
- Simple Machines Forum

Для корректной работы форума и системы, необходимо:
1. Установить форум в подкаталог forum/ основного каталога системы.
2. Базу данных форума необходимо устанавливать в общую базу системы.
3. В конфигурациях системы выбрать установленный тип форума.
4. Для повышения удобства в использовании форума пользователями, в конфигурациях системы можно указать ссылку на профиль форума и ссылку на личные сообщения форума, которые впоследствии будут отображаться в профиле пользователя.
5. В форуме желательно отключить регистрацию пользователей и сделать перенаправление на регистрацию в системе.

## Редакторы содержимого
Система предлагает следующие варианты редакторов:
- Режим без редактора — предназначен для опытных пользователей со знанием HTML;
- Редактор BB — данный редактор выбран по умолчанию;
- Редактор TinyMCE 3;
- Редактор Spaw 2;
- Редактор FCKeditor.